# Sphaerophoria ciceica
Sphaerophoria ciceica är en tvåvingeart som beskrevs av Skufjin 1980. Sphaerophoria ciceica ingår i släktet sländblomflugor, och familjen blomflugor. Inga underarter finns listade i Catalogue of Life.